# Hof ter Linden (Edegem)

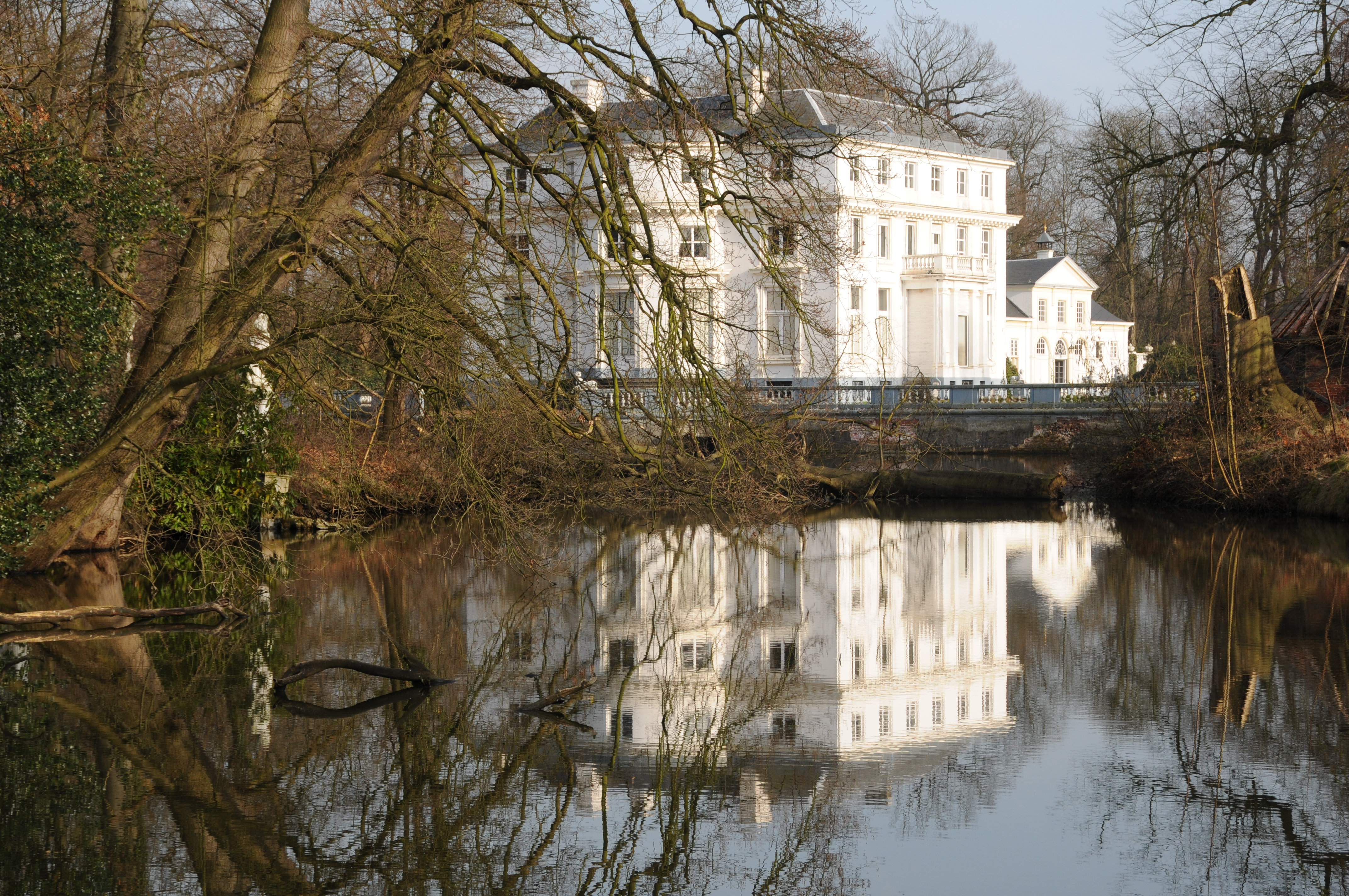
Foto kasteel en gracht.

Het kasteel Hof ter Linden is een classicistisch kasteel in de Antwerpse gemeente Edegem. De oudste vermelding dateert uit 1277. Het Hof ter Linden groeide nadien uit tot een dorpskasteeltje. Het huidige kasteel is gebouwd tussen 1770-1773 door Simon-Josephus de Neuf, naar het ontwerp van Coreblom. Het park is in de 19e eeuw door de familie d’Oultremont aangelegd.
Sinds 2012 is het eigendom van de gemeente, het Agentschap Natuur en Bos en de vzw Kempens Landschap. Hiervoor was het eigendom van de familie de Roest d'Alkemade Oem de Moesenbroeck.

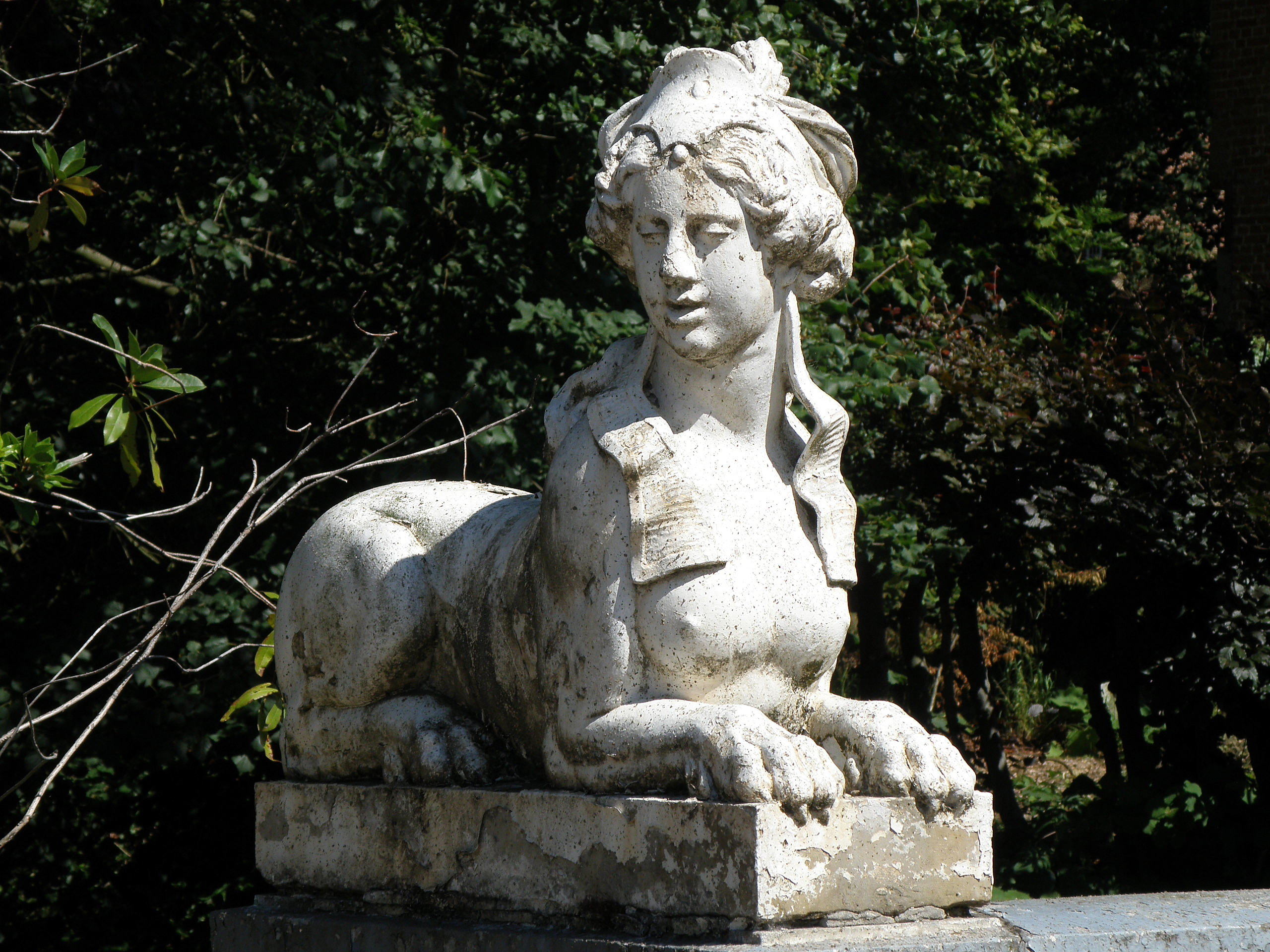
Beeld behorend tot park Hof ter Linden

Het kasteel heeft een rechthoekige omgrachting en een hierop aansluitende T-vormige vijver. Het park van het kasteel loopt uit tot aan Fort 5 en is zeer boomrijk.

## Kasteeldomein

### Park
Het domein bestaat uit een afwisseling van loofbos en graslanden. Het bos bestaat grotendeels uit inheemse boomsoorten, waaronder: gewone en rode beuk (Fagus sylvatica en Fagus sylvatica f. purpurea), zomereik (Quercus robur), linde (Tilia), gewone es (Fraxinus excelsior), haagbeuk (Carpinus betulus) en de uitheemse tamme kastanje (Castanea sativa). In de zichtas van het kasteel staan twee monumentale rode beuken. Verspreid op het domein staan nog meer imposante bomen. 

### Dubbele dreef
Het Hof ter Linden is toegankelijk via een dubbele dreef van zomerlinden (Tilia platyphyllos). Deze historische dreef is 260 m lang en verbindt het kasteel met de Sint-Antoniuskerk in het centrum. Omwille van zijn hoge erfgoedwaarde werd deze lindendreef in 2010 beschermd als monument.

### Kruishaag van beuk
Ten westen van de hoofdingang staat een gevlochten kruishaag van beuk (Fagus sylvatica). Deze werd aangelegd in de 19de eeuw om het domein af te sluiten en is beschermd als monument omwille van de historische en esthetische erfgoedwaarde en de zeldzaamheid ervan.